# Ksandra
Ksandra — pseudonyme également orthographié KSandra, K.Sandra, Kassandra, Kasandra ou K Sandra —, née le 18 janvier 1979, est une ancienne actrice pornographique française, active entre 2000 et 2004.

## Biographie
D'origine asiatique, Ksandra travaille d'abord comme stripteaseuse. Après une première expérience peu concluante dans le cinéma pornographique, elle est présentée par le hardeur Titof, dont elle est à l'époque la compagne, au réalisateur John B. Root. Ce dernier décide alors de travailler avec elle. Le cinéaste construit le film  XYZ autour du couple qu'elle forme avec Titof et en s'inspirant de « leurs relations tumultueuses, leurs engueulades et les réconciliations permanentes », le scénario tournant autour d'une séparation temporaire des deux amants puis de leurs retrouvailles après diverses aventures sexuelles que chacun vit de son côté. Remarqué à l'époque comme une réussite du cinéma porno français,, le film est cependant fatal au couple de Ksandra et Titof, qui se séparent réellement au beau milieu du tournage.
Ksandra poursuit sa carrière dans le X, apparaissant devant la caméra de réalisateurs comme Fred Coppula ou Rocco Siffredi et tournant à nouveau pour John B. Root dans French Beauty. Elle effectue également un caméo dans Le Pornographe, de Bertrand Bonello. En 2003, après un bref hiatus dans sa filmographie, elle tient la vedette du film Le Journal intime de K. Sandra, un long-métrage X réalisé par Patrice Cabanel et construit autour d'elle à la manière d'un portrait documentaire. Elle cesse de tourner vers le milieu des années 2000.

## Filmographie partielle

### Pornographique
- 2000 : XYZ, de John B. Root (JBR Média)
- 2000 : Rocco Meats an American Angel in Paris, de Rocco Siffredi (Evil Angel)
- 2000 : Les 12 coups de minuit, de Marc Dorcel (Marc Dorcel)
- 2000 : Le point Q d'Alain Payet (Marc Dorcel)
- 2000 : Ma sexualité de A à X, de Brigitte Lahaie (Blue One)
- 2000 : Les Actrices, de Patrice Cabanel
- 2001 : La Fille du batelier, de Patrice Cabanel (VCV Communication/Colmax)
- 2001 : Anal Black Asianiques, de  Joachim Kessef (Maeva Video)
- 2001 : Max 2, de Fred Coppula (Blue One)
- 2001 : Objectif: Star du X, de David Caroll (Horus)
- 2001 : Orgasmus, de Loulou (JBR Média)
- 2001 : Destroy sex, de Patrick David (JBR Média)
- 2002 : French Beauty, de  John B. Root (JBR Média)
- 2002 : Hip Hop SexNonStop de DJ BigBeat et M.C. Lunatrick (Colmax)
- 2002 : Opération sex élection, de Stan Lubrick (JTC Vidéo)
- 2002 : Le Ciel, les oiseaux et ta femme, de Stan Lubrick  (JTC Vidéo)
- 2003 : Le Journal intime de K.Sandra, de Patrice Cabanel (JTC Vidéo)
- 2003 : Sex Me, de Christophe Mourthé (Colmax)
- 2004 : Hustler Casting Couch 4, de Pierre Woodman (Hustler)

### Non pornographique
- 2001 : Le Pornographe, de Bertrand Bonello
- 2004 : Les Onze Commandements (une joueuse de Beach volley) sketch du viagra